# Rijksweg 8

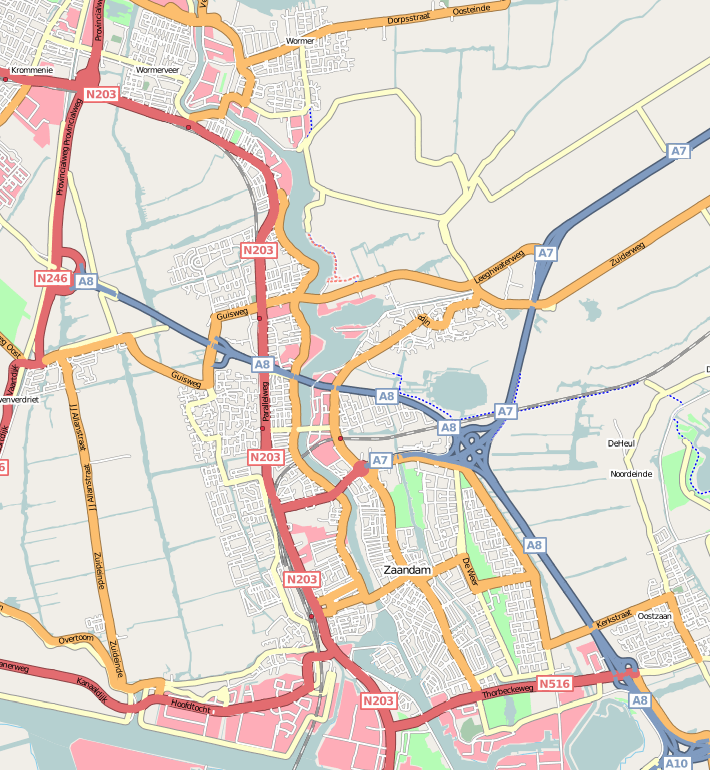
A8 in detail

Rijksweg 8 (A8) is de snelweg van het Coenplein aan de noordrand van Amsterdam naar Middel, Westzaan. De A8 heeft een lengte van 9,9 km en kruist de A7 bij Zaandam (Knooppunt Zaandam). Aangezien de geplande doortrekking van de A8 tot de A9 nooit is gerealiseerd, wordt doorgaand verkeer richting Uitgeest en Alkmaar na Westzaan afgewikkeld via de N246 en de N203. Hoewel de route na Westzaan is bewegwijzerd als N8 maakt zij geen onderdeel uit van Rijksweg 8.
Het deel tussen knooppunten Coenplein en Zaandam maakt deel uit van de E22.

## Verbinding met de A9
Al in de jaren '50 was al een aansluiting gepland, de A8 was voorzien bij Heemskerk aan te sluiten op A9 ter hoogte van verzorgingsplaats Akermaat. De aanleg is echter in 1974 gestaakt door de combinatie van bezuinigingen op het wegenbudget (voortvloeiende uit de oliecrisis) en de groeiende files voor de Coentunnel.
Het afwikkelen van doorgaand verkeer via de N203 en de N246 leidt echter in toenemende mate tot doorstromings- en milieuproblemen, met name binnen de bebouwde kommen van Krommenie en Assendelft, waardoor de roep om een oplossing oplaaide. Vanaf 2014 studeert de provincie Noord-Holland, in samenwerking met de gemeenten Zaanstad, Uitgeest, Heemskerk en Beverwijk en de Stadsregio Amsterdam, op mogelijkheden voor een structurele oplossing voor deze problemen.

## Traject A7/A8
Sinds het voorjaar van 2014 is het traject tussen de knooppunten Coenplein en Zaandam dubbel genummerd en aangegeven als A7/A8. Reeds bij de invoering van de afritnummering op Rijksweg 7 is er rekening mee gehouden dat het eerste gedeelte van Rijksweg 8 dubbel genummerd zou kunnen worden, omdat het lange-afstandsverkeer tussen de A7 en de A10 niet gebaat is bij het over een korte afstand zich moeten oriënteren op een ander wegnummer.

## Aantal rijstroken
| Traject                                                 | Aantal rijstroken       | Maximumsnelheid | Aangeduid als | Type weg    |
| ------------------------------------------------------- | ----------------------- | --------------- | ------------- | ----------- |
| Knooppunt Coenplein - Knooppunt Zaandam                 | 2×4 (2×5 tijdens spits) |                 |               | Autosnelweg |
| Knooppunt Zaandam - aansluiting Zaanstad-Assendelft     | 2×2                     |                 |               | Autosnelweg |
| aansluiting Zaanstad-Assendelft - aansluiting Krommenie | 2×2                     |                 |               | Autoweg     |
| aansluiting Krommenie - kruispunt Krommenie-West        | 2×2                     | 50 km/h         |               |             |
| kruispunt Krommenie-West -                              | 2×2                     | 80 km/h         |               |             |